# Napoleon Beazley
Napoleon Beazley (Grapeland, 5 agosto 1976 – Huntsville, 28 maggio 2002) è stato un assassino statunitense giustiziato con un'iniezione letale dallo Stato del Texas per l'omicidio del 63enne uomo d'affari John Luttig durante un furto d'auto nel 1994.
La sua vicenda ha avuto ampia eco, anche fuori dagli Stati Uniti, sull'irrogazione della pena di morte a minorenni.

## Biografia
Napoleon Beazley viveva nel piccolo centro abitato di Grapeland. La famiglia Beazley era tra le più illustri della comunità afroamericana del quartiere ed integrata nel tessuto sociale anche nella comunità bianca. Il padre Ireland Gene Beazley era consigliere comunale, il primo di colore della cittadina, dipendente in una locale acciaieria e la madre, Rena Faye Dupree era stata la prima cassiera di colore nella locale filiale di banca. Aveva una sorella maggiore, Maria, che frequentò la Rice University, e un fratello minore, Jamal.
Frequentò la Grapeland High School dove diventò capoclasse e un noto giocatore di football. Nonostante fosse di etnia afroamericana era  popolare e benvoluto anche tra i bianchi.
All'ultimo anno di liceo venne a scoprire che una sua ex era incinta e che lui era il padre. Per assumersi la nuova responsabilità di questo bambino rimandò la scelta dell'università di giurisprudenza e si arruolò nei marines ma quando nascerà il bambino si capisce che non è il padre. Un mese dopo, commetterà un omicidio. Al processo ammise di avere fatto, in passato, spaccio di crack.

## L'omicidio
Il 19 aprile 1994 Napoleon prese l'auto di sua madre (una Ford Probe) e con Cedric Coleman (Cedrick Demond Coleman)
e Donald Coleman (Donald Ray Coleman, soprannominato Fig) si recò a Tyler (Texas) con l'intenzione di rubare un'auto. Beazley aveva la sua pistola calibro 45, e un fucile a canne mozze. Dopo aver invano tentato di appropriarsi di una Lexus, Beazley notò una Mercedes-Benz gialla del 1987
guidata da John E. Luttig, con accanto la moglie Bobbie. Stavano tornando da Dallas dove avevano assistito a una funzione religiosa ed erano diretti a casa. 
Napoleon seguì i Luttig fino alla loro abitazione, al 120 della South College in Tyler.
Scese dalla macchina e, impugnando la pistola, corse verso il garage. Donald lo seguiva, portando il fucile a canne mozze. Napoleon sparò un colpo, colpendo John Luttig lateralmente alla testa, lasciandolo stordito ma vivo. Corse poi attorno alla macchina dove la signora Luttig stava fuori dal veicolo e le sparò a distanza ravvicinata. Anche se non la colpì, lei si lasciò scivolare a terra, fingendosi morta. Tornò poi dal lato di John Luttig, sollevò la pistola, prese accuratamente la mira e sparò a bruciapelo alla testa. 
In piedi nel sangue della sua vittima, frugò nelle tasche di Luttig cercando le chiavi della Mercedes.
Fuggendo con l'auto rubata, Beazley poco lontano finì contro un muro e dovette abbandonare il veicolo.
Rapidamente raggiunse i Coleman, che lo avevano seguito con la macchina di sua madre. 
I tre tornarono a Grapeland.
Pochi giorni dopo il delitto, Beazley confidò ad un amico che lui e i fratelli Coleman avevano cercato di rubare un'automobile, aveva sparato a un uomo e aveva tentato di uccidere una donna. 
Dopo poco più di un mese venne arrestato e incriminato per l'omicidio. Era il 7 Luglio 1994.

## Il processo e la condanna a morte
Il caso di Beazley era particolare perché al momento del reato aveva meno di 18 anni, non aveva precedenti penali e perché pesava l’influenza della famiglia Luttig. La vittima era il padre del giudice federale J. Michael Luttig che ebbe un ruolo significativo nella supervisione del processo. Il 17 marzo 1995 Beazley fu condannato a morte all'unanimità da una giuria composta da giurati bianchi.
Durante il suo appello alla Corte Suprema, tre dei nove giudici si ritirarono a causa dei loro legami personali con il giudice Luttig, lasciando sei giudici a esaminare il caso. 
Il giudice Antonin Scalia si ritirò perché J. Michael Luttig era stato suo assistente, mentre i giudici David Souter e Clarence Thomas si ritirarono perché Luttig si era impegnato con successo presso la George H. W. Bush Administration per ottenere la loro conferma da parte del Senato alla Corte Suprema.
Il 13 agosto 2001 la Corte respinse la richiesta di Beazley per una sospensione dell'esecuzione. Il 28 maggio 2002 il Tribunale rigettò la richiesta di Beazley per un writ di habeas corpus.
L'esecuzione avvenne nel Carcere di Huntsville. Detenuto con il numero 999141, Napoleon Beazley nella sua ultima dichiarazione affermò che il suo omicidio "non era solo atroce, era insensato".
La morte sopravvenne nove minuti dopo l'iniezione letale.
All'esecuzione erano presenti Jack Skeen, Jr. e Ed Marty, un assistente procuratore distrettuale che aveva gestito gli appelli,, la figlia di Luttig, Suzanne, e un agente dell'FBI, Dennis Murphy di Tyler, che documentò la testimonianza di Cedrick Coleman ed era amico della famiglia Luttig.
Napoleon è sepolto nel cimitero Mount Zion Cemetery di Grapeland Houston County Texas, USA.
I fratelli Cedric e Donald Coleman che testimoniarono contro Beazley furono condannati all'ergastolo.
L'esecuzione di Beazley scatenò un dibattito tra oppositori e sostenitori della pena di morte, con particolare riguardo per i delinquenti minorenni.
Sono state anche evidenziate anche disparità di trattamento tra Stato e Stato, ceto sociale ed etnia. È stato constatato che la giuria era composta di soli bianchi, come bianca era la vittima, mentre Napoleon era afroamericano.
Il New York Times ha fatto notare che mentre nel Texas si procedeva all'esecuzione di Napoleon Beazley nel Missouri, in analoghe circostanze (vedi la sentenza del caso di Christopher Simmons), si era atteso il verdetto della Corte Suprema degli Stati Uniti che aveva decretato l'incostituzionalità della pena di morte per i minorenni.
Il governatore del Texas Rick Perry negò a Beazley la richiesta di sospensione di 30 giorni affermando che "Un ritardo nella pena era un ritardo per la giustizia".
Alcune organizzazioni, come Amnesty International,
Consiglio d'Europa, la Comunità di Sant'Egidio
e note personalità come Desmond Tutu, Frederik de Klerk e altri premi Nobel si dichiararono a favore della clemenza perché al compimento del suo atto criminoso Napoleon era minorenne e per la loro opposizione alla pena di morte in generale.
La sua vita è stata il soggetto di un'opera teatrale: "The Two Lives of Napoleon Beazley" di John Fleming.
Beazley fu uno degli ultimi minorenni giustiziato negli Stati Uniti. 
Nel 2004, la Corte Suprema (con la sentenza del processo Roper v. Simmons) vietò le esecuzioni capitali per le persone che non avevano compiuto 18 anni quando avevano commesso i loro crimini.